# Acanthocyclops magistridussarti
Acanthocyclops magistridussarti is een eenoogkreeftjessoort uit de familie van de Cyclopidae. De wetenschappelijke naam van de soort is voor het eerst geldig gepubliceerd in 2011 door Stoch & Bruno.